# رحالة (رواية)
رحالة هي رواية مجزأة صدرت عام 2007 للكاتبة البولندية أولغا توكارشوك الحاصلة على جائزة نوبل في الآداب، تُرجمت الرواية إلى اللغة الإنجليزية بواسطة جينيفر كروفت. يشير العنوان الأصلي البولندي إلى طائفة من المؤمنين القدامى تسمى «الركّضون»، يؤمنون بأن الحركة المستمرة وسيلة لتجنب الشر.
تدور أحداث الرواية بين القرنين السابع عشر والحادي والعشرين، وهي تأمل فلسفي في مفهوم السفر في العصر الحديث ، تتكون الرواية من مجموعة من المشاهد القصيرة، بعضها خيالي وبعضها مستند إلى حقائق، منها دراسة عالم التشريح الهولندي فيليب فيرهاين لأوتار العرقوب، وقصة لودفيكا يندزييفيتش، أخت الملحن البولندي فريدريك شوبان، التي نقلت قلبه إلى وارسو.
حازت الرواية على جائزة مان بوكر الدولية عام 2018، لتكون بذلك أول كاتبة بولندية تفوز بهذه الجائزة. وقد وصفت رئيسة لجنة التحكيم، ليزا أبيغانيسي، توكارشوك بأنها "كاتبة تتمتع بروح فكاهية رائعة، وخيال واسع، وأناقة أدبية مميزة"،  تقاسم كل من توكارشوك والمترجمة كروفت جائزة مالية قيمتها 50,000 جنيه إسترليني.

## البناء
الرواية مقسمة إلى 116 مقطعًا قصيرًا،  بعضها يتكون من جملة واحدة فقط، وأطولها يصل إلى 31 صفحة ، جميع هذه المشاهد تروى بصوت نفس الراوية، وهي "المسافرة الأنثى التي بلا اسم".

## الاستقبال

### النقد
وصفت مجلة «كيركس ريفيوس» الرواية بأنها "مقدمة مرحّب بها لكاتبة كبيرة، ومتعة حقيقية لعشاق الأدب الأوروبي المعاصر"، أما صحيفة «الغارديان» فقد اعتبرتها "استثنائية"، ووصفتها بأنها "مرافعة ساحرة ومفعمة بالشغف من أجل ترابط إنساني ذي معنى"  وقد قورنت كتابة توكارشوك في «رحالة» بأساليب عدد من الكتّاب، من بينهم ف. غ. زيبالد  وميلان كونديرا،  ولاسلو كراسناهوركاي، من بين آخرين. كما قالت بارول سيغال من صحيفة «نيويورك تايمز» إن راوية توكارشوك "غامضة ومتحفظة على نحو يشبه بطلة رايتشل كاسك في ثلاثية Outline".

### الجوائز والأوسمة
في عام 2008، فازت النسخة البولندية من الرواية بجائزة "نيكي"، وهي أرفع جائزة أدبية في بولندا.
في عام 2018، فازت الترجمة الإنجليزية للرواية بجائزة مان بوكر الدولية. وفي تلخيصها لقرار لجنة التحكيم، قالت رئيسة اللجنة، ليزا أبيغانيسي:
"أحببنا صوت السرد في الرواية؛ فهو ينتقل بسلاسة من روح الدعابة والعبث البهيج إلى عمق شعوري حقيقي، ويتمتع بقدرة على بناء الشخصيات بسرعة، مع انحرافات وتساؤلات سردية مثيرة للاهتمام."